# Янкопулос, Джордж
Джордж (Йо́ргос) Да́мис Янко́пулос (греч. Γιώργος Δάμης Γιανκόπουλος, англ. George Damis Yancopoulos; род. 1959, Вудсайд, Куинс, Нью-Йорк, США) — американский учёный и бизнесмен, один из ведущих в мире биомедиков. Является CSO, научным директором и президентом биотехнологической компании Regeneron Pharmaceuticals. Миллиардер, один из самых богатых греков США. Согласно Институту научной информации, являлся одиннадцатым в числе самых цитируемых учёных в мире в 1990-х годах, будучи при этом среди них единственным биотехнологом. Первый в мире директор по R&D в фармацевтической отрасли, ставший миллиардером. Член Национальной академии наук США (2004). Адъюнкт-профессор Колумбийского университета. Лауреат Премии Джона Джея (2013), также отмечен NY/NJ CEO Lifetime Achievement Award.

## Биография

### Ранние годы, семья и образование
Родился в 1959 году в Вудсайде (Куинс, Нью-Йорк, США) в семье греков Дамиса (Дамианоса) Янкопулоса и Василики Пекмезари родом из Кастории (Западная Македония, Королевство Греция). После окончания гражданской войны в Греции родители Джорджа приехали в Нью-Йорк. Имеет сестру Софию, которая окончила Колумбийский университет и является учёным в области теоретической астрофизики.
Некогда богатая, вследствие Второй мировой войны и гражданской войны в Греции семья Янкопулосов потеряла всё своё имущество.
Дед Джорджа, Йоргос Янкопулос, родился в городе Кастория, который тогда ещё оставался под властью Османской империи и был отвоёван Грецией в ноябре 1912 года в ходе Первой Балканской войны. Спасаясь от османского рабства, ему удалось бежать в Австрию, где, работая уборщиком в оперном театре, он самостоятельно выучил немецкий язык по концертным программам, благодаря чему смог получить учёную степень в области электротехники. Впоследствии вернулся в Грецию, где вплоть до начала Второй мировой войны вместе со своими деловыми партнёрами построил 15 гидроэлектростанций — одни из первых в Греции электростанций, включая две недалеко от Смирны, которые были потеряны после Малоазийской катастрофы. С началом войны был заключён в тюрьму после того, как отказался сотрудничать с оккупировавшими страну нацистами.
Отец Джорджа (ум. 2010), живя в Греции, в годы Второй мировой войны сражался против нацистов, а в период гражданской войны — против коммунистов. Не имел образования. Иммигрировав в США, сначала работал скорняком, а затем агентом по страхованию жизни и специалистом по финансовому планированию. Был активным членом греческой общины США, в том числе Панмакедонской ассоциации Америки и Канады.
Семья матери Джорджа занималась скорняжеством. Вынужденная в годы войны оставить учёбу в школе, мать Джорджа вернулась к образованию в возрасте 60 лет.
С детства вдохновлённый речами 35-го президента США Джона Кеннеди и очарованный космической программой (см. Космическая гонка), Джордж мечтал стать учёным. Поглощённый вопросами «как ящерица отращивает потерянный хвост» и «как работает тело», Джон хотел изучить способность живых существ к регенерации.
Окончил Научную среднюю школу в Бронксе, в которую поступил только потому, что в её названии было слово «наука».
В 1987 году получил степени доктора философии в области биохимии и молекулярной биофизики, и доктора медицины в Колледже хирургии и общей терапии Колумбийского университета. Став в возрасте 28 лет профессором биологии, являлся одним из самых молодых и перспективных преподавателей Колумбийского университета.
В 1988 году лаборатория Янкопулоса выиграла грант в размере 2,5 млн долларов, что давало ему возможность продолжить свои исследования в течение восьми последующих лет. Однако отец Джорджа хотел чтобы его сын стал практикующим врачом, а не низкооплачиваемым учёным.
На решение молодого исследователя повлиял успешный учёный и бизнесмен П. Рой Вагелос, также сын греческих иммигрантов, о котором отец Джорджа читал в периодических статьях газеты «Εθνικός Κήρυξ» (сестринская газета «The National Herald»). В то время Вагелос уже являлся CEO и президентом фармацевтического гиганта «Merck».
Несколько лет спустя Янкопулос получил телефонный звонок от врача и бизнесмена Леонарда Шлейфера, который набирал талантливых специалистов в новую биотехнологическую компанию. Стартап планировал заняться поиском путей нейрорегенерации (восстановления нервных клеток) для потенциальной терапии таких нейродегенеративных расстройств как болезнь Альцгеймера, болезнь Паркинсона, болезнь Лу Герига и др.
Предложение Шлейфера заинтересовало Янкопулоса. Завершив исследовательскую работу по молекулярной иммунологии в Колумбийском университете с доктором Фредериком Альтом, в 1989 году Янкопулос покинул мир университетской науки и присоединился к компании, которая позднее стала известна как «Regeneron».

### Карьера в «Regeneron»
В 1989 году начал работать в «Regeneron» в качестве учёного-учредителя.
В 1989—1991 годах — старший научный сотрудник «Regeneron Research Laboratories», дочерней организации «Regeneron».
В 1991—1992 годах — руководитель разработок «Regeneron Research Laboratories».
В 1992—1997 годах — вице-президент «Regeneron Research Laboratories».
С 1997 года — старший вице-президент «Regeneron Research Laboratories».
С 1998 года — CSO «Regeneron».
В 2000—2016 годах — президент «Regeneron Research Laboratories».
С 2000 года — исполнительный вице-президент «Regeneron».
С 2001 года — научный директор «Regeneron».
С 2016 года — президент «Regeneron».
За годы работы в «Regeneron» Янкопулос расширил область её интересов, которая помимо нервной системы стала заниматься исследованиями в самых различных сферах, начиная от глазных болезней и заканчивая раком.
С детства является активным членом греческой общины США. Так, в 2017 году Янкопулос вместе с приглашённым в Нью-Йорк российским бизнесменом и президентом Ассоциации греческих общественных объединений России (АГООР) Иваном Саввиди возглавил торжественный парад в честь 196-й годовщины Независимости Греции.

## Научно-исследовательская работа и достижения
Работы, в частности, посвящены поиску факторов роста (таких как нейротрофины, эфрины и ангиопоэтины), их рецепторов и сигнальных путей, а также новых подходов к лечению заболеваний.
Янкопулос, совместно с ключевыми членами своей команды в «Regeneron», является главным изобретателем и разработчиком ряда лекарственных препаратов (Eylea, Zaltrap, Arcalyst), одобренных Управлением по санитарному надзору за качеством пищевых продуктов и медикаментов (FDA), а также технологий Trap, VelociGene и VelocImmune.
В конце марта 2017 года FDA одобрило моноклональное антитело «Dupilumab», которое было разработано «Regeneron» в сотрудничестве с французской фармацевтической компанией «Sanofi», и предназначено для лечения таких атопических заболеваний как экзема. Результаты 16-недельных исследований были представлены в «Медицинском журнале Новой Англии».

## Членство в организациях
- член консультативного совета[англ.] компании «Plain Sight Systems»;
- 2004 — член Национальной академии наук США;
- 2004 — член Американской академии искусств и наук;
- 2015 — член совета попечителей Лаборатории в Колд-Спринг-Харбор[26];
- попечитель научной некоммерческой организации «Society for Science and the Public[англ.]» (в прошлом)[3];
- и др.

## Личная жизнь
Имеет дочерей Уранию и Димитру, и сыновей Дамиса и Лукаса.

## Публикации
Является автором многочисленных научных статей.

### Избранные публикации
- Yancopoulos GD, Alt FW (February 1985). «Developmentally controlled and tissue-specific expression of unrearranged VH gene segments». Cell. 40 (2): 271-81. doi:10.1016/0092-8674(85)90141-2. PMID 2578321.
- Yancopoulos GD, Blackwell TK, Suh H, Hood L, Alt FW (January 1986). «Introduced T cell receptor variable region gene segments recombine in pre-B cells: evidence that B and T cells use a common recombinase». Cell. 44 (2): 251-9. doi:10.1016/0092-8674(86)90759-2. PMID 3484682.
- Maisonpierre PC, Belluscio L, Squinto S, et al. (March 1990). «Neurotrophin-3: a neurotrophic factor related to NGF and BDNF». Science. 247 (4949 Pt 1): 1446-51. doi:10.1126/science.2321006. PMID 2321006.
- Boulton TG, Nye SH, Robbins DJ, et al. (May 1991). «ERKs: a family of protein-serine/threonine kinases that are activated and tyrosine phosphorylated in response to insulin and NGF». Cell. 65 (4): 663-75. doi:10.1016/0092-8674(91)90098-J. PMID 2032290.
- Glass DJ, Nye SH, Hantzopoulos P, et al. (July 1991). «TrkB mediates BDNF/NT-3-dependent survival and proliferation in fibroblasts lacking the low affinity NGF receptor». Cell. 66 (2): 405-13. doi:10.1016/0092-8674(91)90629-D. PMID 1649703.
- Davis S, Aldrich TH, Valenzuela DM, et al. (July 1991). «The receptor for ciliary neurotrophic factor». Science. 253 (5015): 59-63. doi:10.1126/science.1648265. PMID 1648265.
- Ip NY, Stitt TN, Tapley P, et al. (February 1993). «Similarities and differences in the way neurotrophins interact with the Trk receptors in neuronal and nonneuronal cells». Neuron. 10 (2): 137-49. doi:10.1016/0896-6273(93)90306-C. PMID 7679912.
- Davis S, Gale NW, Aldrich TH, et al. (November 1994). «Ligands for EPH-related receptor tyrosine kinases that require membrane attachment or clustering for activity». Science. 266 (5186): 816-9. doi:10.1126/science.7973638. PMID 7973638.
- DeChiara TM, Vejsada R, Poueymirou WT, et al. (October 1995). «Mice lacking the CNTF receptor, unlike mice lacking CNTF, exhibit profound motor neuron deficits at birth». Cell. 83 (2): 313-22. doi:10.1016/0092-8674(95)90172-8. PMID 7585948.
- Economides AN, Ravetch JV, Yancopoulos GD, Stahl N (November 1995). «Designer cytokines: targeting actions to cells of choice». Science. 270 (5240): 1351-3. doi:10.1126/science.270.5240.1351. PMID 7481821.
- DeChiara TM, Bowen DC, Valenzuela DM, et al. (May 1996). «The receptor tyrosine kinase MuSK is required for neuromuscular junction formation in vivo». Cell. 85 (4): 501-12. doi:10.1016/S0092-8674(00)81251-9. PMID 8653786.
- Glass DJ, Bowen DC, Stitt TN, et al. (May 1996). «Agrin acts via a MuSK receptor complex». Cell. 85 (4): 513-23. doi:10.1016/S0092-8674(00)81252-0. PMID 8653787.
- Davis S, Aldrich TH, Jones PF, et al. (December 1996). «Isolation of angiopoietin-1, a ligand for the TIE2 receptor, by secretion-trap expression cloning». Cell. 87 (7): 1161-9. doi:10.1016/S0092-8674(00)81812-7. PMID 8980223.
- Shrivastava A, Radziejewski C, Campbell E, et al. (December 1997). «An orphan receptor tyrosine kinase family whose members serve as nonintegrin collagen receptors». Molecular Cell. 1 (1): 25-34. doi:10.1016/S1097-2765(00)80004-0. PMID 9659900.
- DeChiara TM, Kimble RB, Poueymirou WT, et al. (March 2000). «Ror2, encoding a receptor-like tyrosine kinase, is required for cartilage and growth plate development». Nature Genetics. 24 (3): 271-4. doi:10.1038/73488. PMID 10700181.
- Holash J, Davis S, Papadopoulos N, et al. (August 2002). «VEGF-Trap: a VEGF blocker with potent antitumor effects». Proceedings of the National Academy of Sciences of the United States of America. 99 (17): 11393-8. doi:10.1073/pnas.172398299. PMC 123267Freely accessible. PMID 12177445.
- Valenzuela DM, Murphy AJ, Frendewey D, et al. (June 2003). «High-throughput engineering of the mouse genome coupled with high-resolution expression analysis». Nature Biotechnology. 21 (6): 652-9. doi:10.1038/nbt822. PMID 12730667.
- Economides AN, Carpenter LR, Rudge JS, et al. (January 2003). «Cytokine traps: multi-component, high-affinity blockers of cytokine action». Nature Medicine. 9 (1): 47-52. doi:10.1038/nm811. PMID 12483208.